# 목포서해초등학교
목포서해초등학교는 대한민국 전라남도 목포시 연산동에 있는 초등학교다.

## 학교 연혁
- 2003년 3월 1일 목포서해초등학교 개교
- 2005년 10월 12일 구강보건실 개실
- 2019년 2월 21일 제16회 졸업(졸업생 총 2,531명)
- 2019년 3월 1일 초등학교 23학급, 특수학급 1학급, 병설유치원 3학급 편성
- 2019년 3월 1일 제7대 이화진 교장 부임
- 2020년 2월 13일 제17회 졸업(졸업생 총 2,637명)
- 2020년 3월 1일 초등학교 21학급, 특수학급 1학급, 병설유치원 3학급 편성
- 2021년 1월 12일 제18회 졸업(졸업생 총 2,741명)

## 사건사고
2018년 한 아이가 동급생 친구에게 무차별적인 폭행을 받아 뇌사상태로 의식불명되는 사건이 발생하였다. 그 사건이 일어난 직후 24일 가수 남성그룹 유키스의 훈이 그 피해자가 자신의 가족이라고 말했다.

## 참고 자료
- 목포서해초등학교 - 한국교육학술정보원 학교알리미